# Coroa do Pico
A Coroa do Pico é uma elevação portuguesa localizada no concelho de Vila do Corvo, ilha do Corvo, arquipélago dos Açores.
Este acidente geológico faz geograficamente parte do vulcão central da ilha do Corvo, que tem o seu ponto mais elevado no Morro dos Homens a 718 metros de altitude acima do nível do mar.
Esta formação geológica localiza-se a 267 metros de altitude acima do nível do mar e encontra-se próxima do Morro da Fonte e da Lomba Redonda.